# Paliperidonă
Paliperidona este un antipsihotic atipic derivat de benzizoxazol, fiind utilizat în tratamentul schizofreniei și al tulburărilor schizoafective. Căile de administrare disponibile sunt orală și intramusculară.
Este metabolitul activ al risperidonei.